# 鸭嘴螺
鸭嘴螺（学名：Scutus sinensis），也叫中华楯䗩，在台灣俗稱「烏船」，是原始腹足目裂螺科笠罅螺属的一個海螺物种。其种加词“sinensis”意为“中华的”。

## 型態描述
殼體呈扁平的長盾形，殼頂略凸，殼後緣為圓弧形，前緣的中間處略微凹陷，殼表有細紋的輪肋，殼內為白色的珍珠質層，其外型有如指甲的形狀。

## 分布
主要分布于中国大陆、台湾及香港西貢的牛尾洲，常栖息在潮间带岩礁区、潮间带。

## 外部連結
- Encyclopedia of Life